# Tepuithele nangaritza
Genre
Espèce
Tepuithele nangaritza, unique représentant du genre Tepuithele, est une espèce d'araignées mygalomorphes de la famille des Ischnothelidae.

## Distribution
Cette espèce est endémique de la province de Zamora-Chinchipe en Équateur,. Elle se rencontre dans la cordillère du Condor.

## Description
Le mâle holotype mesure 5,90 mm et la femelle paratype 8,91 mm.

## Systématique et taxinomie
Cette espèce a été décrite par Dupérré et Tapia en 2025.
Ce genre a été décrit par Dupérré et Tapia en 2025 dans les Ischnothelidae.

## Étymologie
Son nom d'espèce lui a été donné en référence au lieu de sa découverte, Nangaritza.

## Publication originale
- Dupérré & Tapia, 2025 : « A new genus in the mygalomorph spider family Ischnothelidae, Tepuithele n. gen., from Ecuador. » Arachnology, vol. 20, no 2, p. 238-244.